# Tour de France 2013
Tour de France 2013 var den 100. udgave af Tour de France og begyndte den 29. juni 2013. De 21 etaper på i alt 3.404 kilometer kørtes udelukkende i Frankrig. Forrige gang det skete var i 1988. De første tre etaper kørtes på Korsika i departementet Corse-du-Sud og Haute-Corse, som samtidigt besøgtes for første gang i Tourens historie. Det inkluderede nogen af de mest berømte bjerge i løbets historie, heriblandt en bjergafslutning på Mont Ventoux på 15. etape, Col de la Madeleine på 19. etape og for første gang en dobbelttur over og med afslutning på Alpe d'Huez på 18. etape.
Årets løb bød på en holdtidskørsel omkring Nice på 4. etape og to individuelle tidskørsler (enkelstarter) på henholdsvis 11. og 17. etape. Løbet afsluttedes på 21. etape traditionelt på Champs-Élysées. Dog var sluttidspunktet for første gang rykket til en aftenafslutning ca. kl. 21.45.

## Hold og ryttere
Fordi Tour de France er en del af UCI World Tour, er alle 19 UCI ProTour-hold automatisk inviteret og forpligtet til at sende et hold. Derudover inviterer arrangøren ASO yderlige tre hold til løbet. Dermed bliver der i alt 198 ryttere i feltet med ni på hvert hold.
| UCI ProTeams (19)- AG2R La Mondiale - Argos-Shimano - Astana - Belkin - BMC Racing Team - Cannondale Pro Cycling - Euskaltel-Euskadi - FDJ.fr - Garmin Sharp - Katusha - Lampre-Merida - Lotto-Belisol - Movistar Team - Omega Pharma-Quick Step - Orica-GreenEDGE - RadioShack-Leopard - Saxo-Tinkoff - Sky - Vacansoleil-DCM UCI Professionelle kontinentalthold (3)- Cofidis, Solutions Crédits - Team Europcar - Sojasun |
| |

| Nationer                                                                      | Antal ryttere |
| ----------------------------------------------------------------------------- | ------------- |
| Frankrig                                                                      | 42            |
| Spanien                                                                       | 27            |
| Italien                                                                       | 18            |
| Holland                                                                       | 17            |
| Belgien                                                                       | 12            |
| Australien                                                                    | 11            |
| Tyskland                                                                      | 10            |
| Storbritannien, USA                                                           | 6             |
| Kasakhstan                                                                    | 4             |
| Canada, Danmark, Hviderusland, Norge, Polen, Rusland, Schweiz                 | 3             |
| Colombia, Irland, Luxembourg, New Zealand, Portugal, Slovakiet, Slovenien     | 2             |
| Costa Rica, Estland, Japan, Letland, Sverige, Sydafrika, Tjekkiet, Usbekistan | 1             |
| Totalt                                                                        | 198           |

### Danske ryttere
- Jakob Fuglsang kørte for Astana Pro Team
- Lars Bak kørte for Lotto-Belisol
- Brian Vandborg kørte for Cannondale

## Etaper
| Etape     | Dato     | Start                     | Mål                      | Km                       | Type                     | Type                     | Etapevinder              | Den gule trøje           |
| --------- | -------- | ------------------------- | ------------------------ | ------------------------ | ------------------------ | ------------------------ | ------------------------ | ------------------------ |
| 1. etape  | 29. juni | Porto-Vecchio             | Bastia                   | 213                      | Flad etape               | Flad                     | Marcel Kittel (ARG)      | Marcel Kittel (ARG)      |
| 2. etape  | 30. juni | Bastia                    | Ajaccio                  | 156                      | Kuperet etape            | Kuperet                  | Jan Bakelants (RTL)      | Jan Bakelants (RTL)      |
| 3. etape  | 1. juli  | Ajaccio                   | Calvi                    | 145,5                    | Kuperet etape            | Kuperet                  | Simon Gerrans (OGE)      | Jan Bakelants (RTL)      |
| 4. etape  | 2. juli  | Nice                      | Nice                     | 25                       | Holdløb                  | Holdløb                  | Orica-GreenEDGE          | Simon Gerrans (OGE)      |
| 5. etape  | 3. juli  | Cagnes-sur-Mer            | Marseille                | 228,5                    | Flad etape               | Flad                     | Mark Cavendish (OPQ)     | Simon Gerrans (OGE)      |
| 6. etape  | 4. juli  | Aix-en-Provence           | Montpellier              | 176,5                    | Flad etape               | Flad                     | André Greipel (LTB)      | Daryl Impey (OGE)        |
| 7. etape  | 5. juli  | Montpellier               | Albi                     | 205,5                    | Flad etape               | Flad                     | Peter Sagan (CAN)        | Daryl Impey (OGE)        |
| 8. etape  | 6. juli  | Castres                   | Ax 3 Domaines            | 195                      | Bjergetape               | Bjergetape               | Chris Froome (SKY)       | Chris Froome (SKY)       |
| 9. etape  | 7. juli  | Saint-Girons              | Bagnères-de-Bigorre      | 168,5                    | Bjergetape               | Bjergetape               | Daniel Martin (GRS)      | Chris Froome (SKY)       |
| H         | 8. juli  | Hviledag i Saint-Nazaire  | Hviledag i Saint-Nazaire | Hviledag i Saint-Nazaire | Hviledag i Saint-Nazaire | Hviledag i Saint-Nazaire | Hviledag i Saint-Nazaire | Hviledag i Saint-Nazaire |
| 10. etape | 9. juli  | Saint-Gildas-des-Bois     | Saint-Malo               | 197                      | Flad etape               | Flad                     | Marcel Kittel (ARG)      | Chris Froome (SKY)       |
| 11. etape | 10. juli | Avranches                 | Mont Saint-Michel        | 33                       | Enkeltstart              | Enkeltstart              | Tony Martin (OPQ)        | Chris Froome (SKY)       |
| 12. etape | 11. juli | Fougères                  | Tours                    | 218                      | Flad etape               | Flad                     | Marcel Kittel (ARG)      | Chris Froome (SKY)       |
| 13. etape | 12. juli | Tours                     | Saint-Amand-Montrond     | 173                      | Flad etape               | Flad                     | Mark Cavendish (OPQ)     | Chris Froome (SKY)       |
| 14. etape | 13. juli | Saint-Pourçain-sur-Sioule | Lyon                     | 191                      | Flad etape               | Flad                     | Matteo Trentin (OPQ)     | Chris Froome (SKY)       |
| 15. etape | 14. juli | Givors                    | Mont Ventoux             | 242,5                    | Bjergetape               | Bjergetape               | Chris Froome (SKY)       | Chris Froome (SKY)       |
| H         | 15. juli | Hviledag i Vaucluse       | Hviledag i Vaucluse      | Hviledag i Vaucluse      | Hviledag i Vaucluse      | Hviledag i Vaucluse      | Hviledag i Vaucluse      | Hviledag i Vaucluse      |
| 16. etape | 16. juli | Vaison-la-Romaine         | Gap                      | 168                      | Kuperet etape            | Kuperet                  | Rui Costa (MOV)          | Chris Froome (SKY)       |
| 17. etape | 17. juli | Embrun                    | Chorges                  | 32                       | Enkeltstart              | Enkeltstart              | Chris Froome (SKY)       | Chris Froome (SKY)       |
| 18. etape | 18. juli | Gap                       | Alpe d'Huez              | 172,5                    | Bjergetape               | Bjergetape               | Christophe Riblon (ALM)  | Chris Froome (SKY)       |
| 19. etape | 19. juli | Le Bourg-d'Oisans         | Le Grand-Bornand         | 204,5                    | Bjergetape               | Bjergetape               | Rui Costa (MOV)          | Chris Froome (SKY)       |
| 20. etape | 20. juli | Annecy                    | Mont Semnoz              | 125                      | Bjergetape               | Bjergetape               | Nairo Quintana (MOV)     | Chris Froome (SKY)       |
| 21. etape | 21. juli | Versailles                | Champs-Élysées, Paris    | 133,5                    | Flad etape               | Flad                     | Marcel Kittel (ARG)      | Chris Froome (SKY)       |

## Trøjernes fordeling gennem løbet
| Etape  | Vinder            | Gule førertrøje Maillot jaune | Prikkede bjergtrøje Maillot à pois rouges | Grønne pointtrøje Maillot vert | Hvide ungdomstrøje Maillot blanc | Holdkonkurrence Classement par équipe | Angrebskonkurrence Prix de combativité |
| ------ | ----------------- | ----------------------------- | ----------------------------------------- | ------------------------------ | -------------------------------- | ------------------------------------- | -------------------------------------- |
| 1      | Marcel Kittel     | Marcel Kittel                 | Juan José Lobato                          | Marcel Kittel                  | Marcel Kittel                    | Vacansoleil-DCM                       | Jérôme Cousin                          |
| 2      | Jan Bakelants     | Jan Bakelants                 | Pierre Rolland                            | Marcel Kittel                  | Michał Kwiatkowski               | RadioShack-Leopard                    | Blel Kadri                             |
| 3      | Simon Gerrans     | Jan Bakelants                 | Pierre Rolland                            | Peter Sagan                    | Michał Kwiatkowski               | RadioShack-Leopard                    | Simon Clarke                           |
| 4      | Orica-GreenEDGE   | Simon Gerrans                 | Pierre Rolland                            | Peter Sagan                    | Michał Kwiatkowski               | Orica-GreenEDGE                       | ingen uddeling                         |
| 5      | Mark Cavendish    | Simon Gerrans                 | Pierre Rolland                            | Peter Sagan                    | Michał Kwiatkowski               | Orica-GreenEDGE                       | Thomas De Gendt                        |
| 6      | André Greipel     | Daryl Impey                   | Pierre Rolland                            | Peter Sagan                    | Michał Kwiatkowski               | Orica-GreenEDGE                       | André Greipel                          |
| 7      | Peter Sagan       | Daryl Impey                   | Blel Kadri                                | Peter Sagan                    | Michał Kwiatkowski               | Orica-GreenEDGE                       | Jan Bakelants                          |
| 8      | Chris Froome      | Chris Froome                  | Chris Froome                              | Peter Sagan                    | Nairo Quintana                   | Movistar Team                         | Nairo Quintana                         |
| 9      | Daniel Martin     | Chris Froome                  | Pierre Rolland                            | Peter Sagan                    | Nairo Quintana                   | Movistar Team                         | Romain Bardet                          |
| 10     | Marcel Kittel     | Chris Froome                  | Pierre Rolland                            | Peter Sagan                    | Nairo Quintana                   | Movistar Team                         | Jérôme Cousin                          |
| 11     | Tony Martin       | Chris Froome                  | Pierre Rolland                            | Peter Sagan                    | Michał Kwiatkowski               | Movistar Team                         | ingen uddeling                         |
| 12     | Marcel Kittel     | Chris Froome                  | Pierre Rolland                            | Peter Sagan                    | Michał Kwiatkowski               | Movistar Team                         | Juan Antonio Flecha                    |
| 13     | Mark Cavendish    | Chris Froome                  | Pierre Rolland                            | Peter Sagan                    | Michał Kwiatkowski               | Team Saxo-Tinkoff                     | Mark Cavendish                         |
| 14     | Matteo Trentin    | Chris Froome                  | Pierre Rolland                            | Peter Sagan                    | Michał Kwiatkowski               | Team Saxo-Tinkoff                     | Julien Simon                           |
| 15     | Chris Froome      | Chris Froome                  | Chris Froome                              | Peter Sagan                    | Nairo Quintana                   | Team Saxo-Tinkoff                     | Sylvain Chavanel                       |
| 16     | Rui Costa         | Chris Froome                  | Chris Froome                              | Peter Sagan                    | Nairo Quintana                   | RadioShack-Leopard                    | Rui Costa                              |
| 17     | Chris Froome      | Chris Froome                  | Chris Froome                              | Peter Sagan                    | Nairo Quintana                   | Team Saxo-Tinkoff                     | ingen uddeling                         |
| 18     | Christophe Riblon | Chris Froome                  | Chris Froome                              | Peter Sagan                    | Nairo Quintana                   | Team Saxo-Tinkoff                     | Christophe Riblon                      |
| 19     | Rui Costa         | Chris Froome                  | Chris Froome                              | Peter Sagan                    | Nairo Quintana                   | Team Saxo-Tinkoff                     | Pierre Rolland                         |
| 20     | Nairo Quintana    | Chris Froome                  | Nairo Quintana                            | Peter Sagan                    | Nairo Quintana                   | Team Saxo-Tinkoff                     | Jens Voigt                             |
| 21     | Marcel Kittel     | Chris Froome                  | Nairo Quintana                            | Peter Sagan                    | Nairo Quintana                   | Team Saxo-Tinkoff                     | ingen uddeling                         |
| Samlet | Samlet            | Chris Froome                  | Nairo Quintana                            | Peter Sagan                    | Nairo Quintana                   | Team Saxo-Tinkoff                     | Christophe Riblon                      |

Noter
• På 2. etape, bar Alexander Kristoff, der var nummer 2 i Pointkonkurrencen, Den grønne pointtrøje, fordi Marcel Kittel (på førstepladsen) bar Den gule førertrøje som nummer 1 i Den samlede stilling, på etapen.
• På 2. etape, bar Danny van Poppel, der var nummer 2 i Ungdomskonkurrencen, Den hvide ungdomstrøje, fordi Marcel Kittel (på førstepladsen) bar Den gule førertrøje som nummer 1 i Den samlede stilling, på etapen.
• På 9. etape, bar Pierre Rolland, der var nummer 2 i Bjergkonkurrencen, Den prikkede bjergtrøje, fordi Chris Froome (på førstepladsen) bar Den gule førertrøje som nummer 1 i Den samlede stilling, på etapen. Froome og Rolland havde begge 31 point, men Froome tog Den prikkede bjergtrøje, fordi han havde passeret toppen på et højere vægtet bjerg flere gange end Rolland.
• På 13. etape, valgte juryen at tildele prisen som Den mest angrebsivrige rytter (Det røde rygnummer) til hele Omega Pharma-Quick Step holdet. Mark Cavendish blev valgt til at repræsentere holdet på podiet.
• På 16, 17 og 18. etape, bar Mikel Nieve, der var nummer 3 i Bjergkonkurrencen, Den prikkede bjergtrøje, fordi Chris Froome (på førstepladsen) bar Den gule trøje som nummer 1 i Den samlede stilling, under etaperne, samtidig med at Nairo Quintana (på andenpladsen) bar Den hvide trøje, som nummer 1 i Ungdomskonkurrencen på de samme etaper.
• På 19. etape, bar Christophe Riblon, der var nummer 3 i Bjergkonkurrencen, Den prikkede bjergtrøje, fordi Chris Froome (på førstepladsen) bar Den gule trøje som nummer 1 i Den samlede stilling, på etapen, samtidig med at Nairo Quintana (på andenpladsen) bar Den hvide trøje, som nummer 1 i Ungdomskonkurrencen på etapen.
• På 20. etape, bar Pierre Rolland, der var nummer 2 i bjergkonkurrencen, Den prikkede bjergtrøje, fordi Chris Froome (på førstepladsen) bar Den gule trøje som nummer 1 i Den samlede stilling, på etapen.
• På 21. etape, bar Andrew Talansky, der var nummer 2 i Ungdomskonkurrencen, Den hvide ungdomstrøje, fordi Nairo Quintana (på førstepladsen) bar Den prikkede bjergtrøje, som nummer 1 i Bjergkonkurrencen, på etapen

## Stillinger
| Trøjer                                             | Trøjer                                                                       | Trøjer                                                                       | Trøjer                                                                       |
| -------------------------------------------------- | ---------------------------------------------------------------------------- | ---------------------------------------------------------------------------- | ---------------------------------------------------------------------------- |
| Yellow jersey                                      | Markerer den førende rytter i Den Samlede Stilling                           | Polka dot jersey                                                             | Markerer den førende rytter i Bjergkonkurrencen                              |
| Green jersey                                       | Markerer den førende rytter i Pointkonkurrencen                              | White jersey                                                                 | Markerer den førende rytter i Ungdomskonkurrencen                            |
| Jersey with a yellow background on the number bib. | Markerer det førende hold og ryttere fra det førende hold i Holdkonkurrencen | Markerer det førende hold og ryttere fra det førende hold i Holdkonkurrencen | Markerer det førende hold og ryttere fra det førende hold i Holdkonkurrencen |

### Samlet Stilling
|    | Rytter                   | Hold               | Tid         |
| -- | ------------------------ | ------------------ | ----------- |
| 1  | Chris Froome (GBR)       | Team Sky           | 83h 56' 40" |
| 2  | Nairo Quintana (COL)     | Movistar Team      | + 4' 20"    |
| 3  | Joaquim Rodríguez (ESP)  | Team Katusha       | + 5' 04"    |
| 4  | Alberto Contador (ESP)   | Team Saxo-Tinkoff  | + 6' 27"    |
| 5  | Roman Kreuziger (CZE)    | Team Saxo-Tinkoff  | + 7' 27"    |
| 6  | Bauke Mollema (NED)      | Belkin Pro Cycling | + 11' 42"   |
| 7  | Jakob Fuglsang (DAN)     | Astana Pro Team    | + 12' 17"   |
| 8  | Alejandro Valverde (ESP) | Movistar Team      | + 15' 26"   |
| 9  | Daniel Navarro (ESP)     | Cofidis            | + 15' 52"   |
| 10 | Andrew Talansky (USA)    | Garmin-Sharp       | + 17' 39"   |

### Pointkonkurrencen
|    | Rytter                    | Hold                    | Point |
| -- | ------------------------- | ----------------------- | ----- |
| 1  | Peter Sagan (SVK)         | Cannondale              | 409   |
| 2  | Mark Cavendish (GBR)      | Omega Pharma-Quick Step | 312   |
| 3  | André Greipel (GER)       | Lotto-Belisol           | 267   |
| 4  | Marcel Kittel (GER)       | Argos-Shimano           | 222   |
| 5  | Alexander Kristoff (NOR)  | Team Katusha            | 157   |
| 6  | Juan Antonio Flecha (ESP) | Vacansoleil-DCM         | 163   |
| 7  | José Joaquín Rojas (ESP)  | Movistar Team           | 156   |
| 8  | Michał Kwiatkowski (POL)  | Omega Pharma-Quick Step | 110   |
| 9  | Chris Froome (GBR)        | Team Sky                | 107   |
| 10 | Christophe Riblon (FRA)   | Ag2r-La Mondiale        | 104   |

### Bjergkonkurrencen
|    | Rytter                   | Hold              | Point |
| -- | ------------------------ | ----------------- | ----- |
| 1  | Nairo Quintana (COL)     | Movistar Team     | 147   |
| 2  | Chris Froome (GBR)       | Team Sky          | 136   |
| 3  | Pierre Rolland (FRA)     | Europcar          | 119   |
| 4  | Joaquin Rodriguez (ESP)  | Team Katusha      | 99    |
| 5  | Christophe Riblon (FRA)  | Ag2r-La Mondiale  | 98    |
| 6  | Mikel Nieve (ESP)        | Euskaltel-Euskadi | 98    |
| 7  | Moreno Moser (ITA)       | Cannondale        | 72    |
| 8  | Richie Porte (AUS)       | Team Sky          | 72    |
| 9  | Ryder Hesjedal (CAN)     | Garmin-Sharp      | 64    |
| 10 | Tejay van Garderen (USA) | BMC Racing Team   | 63    |

### Ungdomskonkurrencen
|    | Rytter                   | Hold                    | Tid          |
| -- | ------------------------ | ----------------------- | ------------ |
| 1  | Nairo Quintana (COL)     | Movistar Team           | 80h 54′ 36"  |
| 2  | Andrew Talansky (USA)    | Garmin-Sharp            | + 13' 19"    |
| 3  | Michał Kwiatkowski (POL) | Omega Pharma-Quick Step | + 14' 39″    |
| 4  | Romain Bardet (FRA)      | Ag2r-La Mondiale        | + 22′ 22″    |
| 5  | Tom Dumoulin (NED)       | Argos-Shimano           | + 1h 30' 10″ |
| 6  | Alexandre Geniez (FRA)   | FDJ                     | + 1h 33′ 46″ |
| 7  | Tejay van Garderen (USA) | BMC Racing Team         | + 1h 34′ 37″ |
| 8  | Alexis Vuillermoz (FRA)  | Sojasun                 | + 1h 35' 45″ |
| 9  | Tony Gallopin (FRA)      | RadioShack-Leopard      | + 1h 58' 39″ |
| 10 | Arthur Vichot (FRA)      | FDJ                     | + 2h 10' 46″ |

### Holdkonkurrencen
| Placering | Hold                    | Tid          |
| --------- | ----------------------- | ------------ |
| 1         | Team Saxo-Tinkoff       | 241h 52′ 05″ |
| 2         | Ag2r-La Mondiale        | + 8' 30″     |
| 3         | RadioShack-Leopard      | + 9' 02″     |
| 4         | Movistar Team           | + 22' 49″    |
| 5         | Belkin Pro Cycling      | + 38' 30″    |
| 6         | Team Katusha            | + 1h 03' 48″ |
| 7         | Euskaltel-Euskadi       | + 1h 30' 34″ |
| 8         | Omega Pharma-Quick Step | + 1h 50' 25″ |
| 9         | Team Sky                | + 1h 56' 42″ |
| 10        | Cofidis                 | + 2h 07' 11″ |